# Volkhovsky (huyện)
Huyện Volkhovsky (tiếng Nga: ? райо́н) là một huyện hành chính tự quản (raion), của Tỉnh Leningrad, Nga. Huyện có diện tích 5060 kilômét vuông, dân số thời điểm ngày 1 tháng 1 năm 2000 là 53000 người. Trung tâm của huyện đóng ở Volkhov.